# Bekele Debele
Bekele Debele, né le 12 mars 1963, est un athlète éthiopien spécialiste du cross-country. 

## Palmarès
| Date | Compétition                    | Lieu            | Résultat | Performance |
| ---- | ------------------------------ | --------------- | -------- | ----------- |
| 1982 | Championnats du monde de cross | Rome            | 10e      |             |
| 1983 | Championnats du monde de cross | Gateshead       | 1er      | 36 min 52   |
| 1984 | Championnats du monde de cross | East Rutherford | 4e       |             |